# مرد عنکبوتی شگفت‌انگیز (کتاب کمیک)
مرد عنکبوتی شگفت‌انگیز (انگلیسی: The Amazing Spider-Man) یک کتاب کمیک مربوط به مارول کمیکس می‌باشد. این کمیک یک کمیک ابرقهرمانی با حضور مرد عنکبوتی به عنوان شخصیت اصلی است. اولین شماره این کتاب کمیک در سال ۱۹۶۳ منتشر شده و انتشار آن به صورت ماهانه ادامه یافت. انتشار این مجله در سال ۱۹۹۵ به‌طور مختصر متوقف شد و از سال ۱۹۹۹ با شماره‌گذاری جدید از سر گرفته‌شد. اولین بازی ویدیویی براساس این کمیک در سال ۲۰۰۰ انتشار یافت. در سال ۲۰۰۲ فیلمی براساس این کمیک و تحت عنوان مرد عنکبوتی  منتشر شد.